# Moldavië op het Eurovisiesongfestival 2014

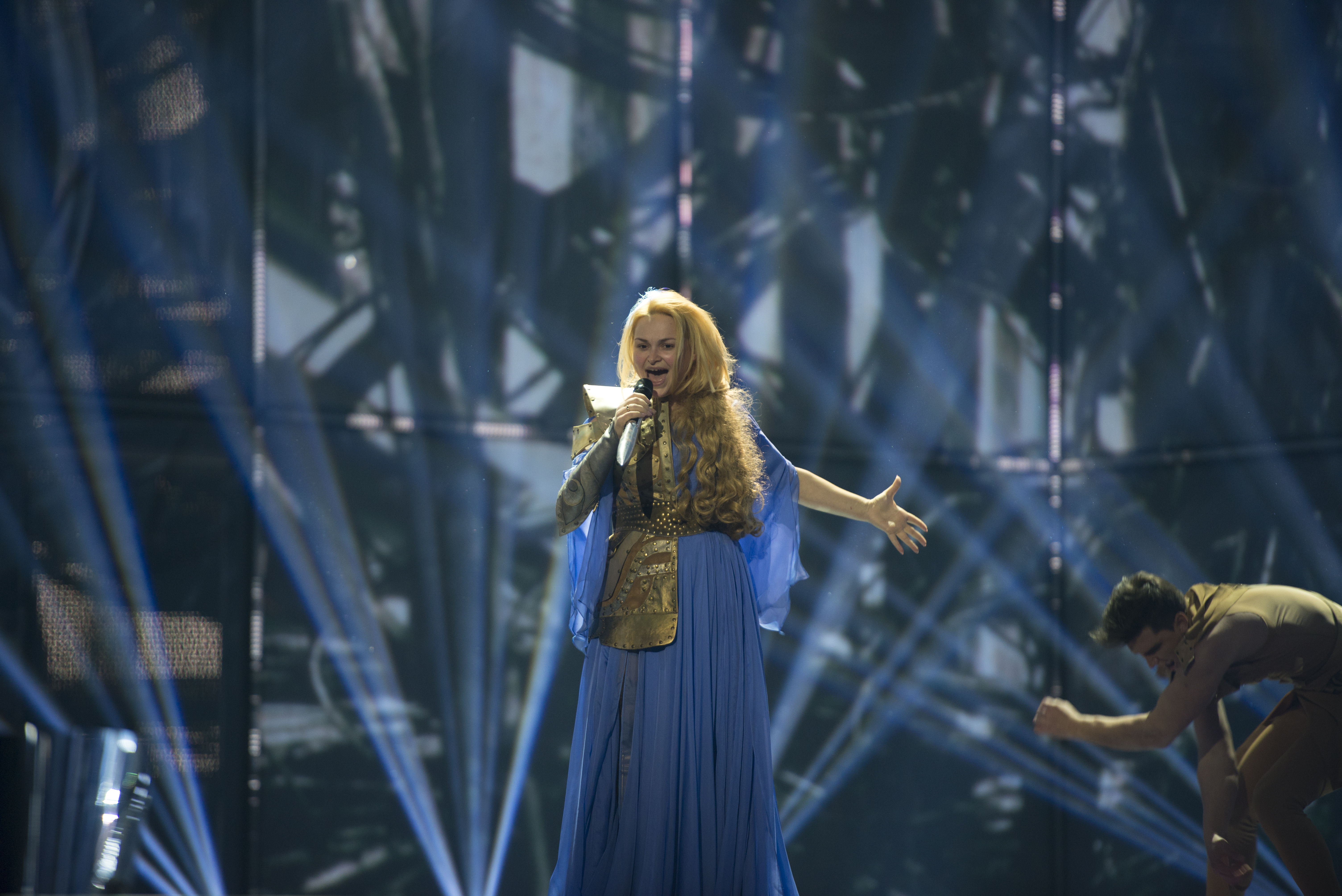
Cristina Scarlat eindigde op de laatste plaats in de tweede halve finale

Moldavië nam deel aan het Eurovisiesongfestival 2014 in Kopenhagen, Denemarken. Het was de 10de deelname van het land op het Eurovisiesongfestival. TRM was verantwoordelijk voor de Moldavische bijdrage voor de editie van 2014.

## Selectieprocedure
Op 26 december maakte de Moldavische staatsomroep bekend te zullen deelnemen aan de volgende editie van het Eurovisiesongfestival. Geïnteresseerden kregen tot 23 januari de tijd om een inzending in te sturen. Vervolgens zou een vakjury 40 inzendingen selecteren voor een auditie op 1 februari. Door een technische fout werden uiteindelijk alle 62 artiesten die zich hadden aangemeld uitgenodigd voor de auditie. Van deze 62 inzendingen mochten 24 deelnemen aan de eigenlijke nationale preselectie.
De Moldavische nationale voorronde verliep, net als het Eurovisiesongfestival zelf, over twee halve finales en één finale, die allen in dezelfde week plaatsvonden. In elke halve finale traden twaalf artiesten aan. Acht van hen mochten telkens door naar de grote finale: de zeven acts die de hoogste gecombineerde score kregen van zowel de vakjury als de televoters, en de winnaar van een nieuwe stemronde onder de niet-gekwalificeerden. Uiteindelijk ging Cristina Scarlat met de zegepalm aan de haal. Ze eindigde ex aequo met Boris Covali maar werd tot winnares uitgeroepen aangezien bij een gelijkstand de punten van de vakjury primeerden. Zij mocht aldus met Wild soul Moldavië vertegenwoordigen op de negenenvijftigste editie van het Eurovisiesongfestival.

## O Melodie Pentru Europa 2014

### Halve finales
11 maart 2014
| Plaats | Artiest           | Lied              | Jury | Publiek | Totaal |
| ------ | ----------------- | ----------------- | ---- | ------- | ------ |
| 1      | Boris Covali      | Perfect day       | 12   | 12      | 24     |
| 2      | Ana Cernicova     | Dragostea divină  | 8    | 7       | 15     |
| 3      | Diana Brescan     | Hallelujah        | 10   | 4       | 14     |
| 4      | FLUX LIGHT        | Never stop no     | 7    | 5       | 12     |
| 5      | Felicia Dunaf     | The way I do      | 6    | 6       | 12     |
| 6      | Doiniţa Gherman   | Energy            | 4    | 8       | 12     |
| 7      | Tatiana Heghea    | I'm yours         | 0    | 10      | 10     |
| 8      | Paralela 47       | Fragmente         | 5    | 1       | 6      |
| 9      | Vlad Ray          | Freedom           | 2    | 3       | 5      |
| 10     | Alina Sorochina   | Ascultă-mă tăcere | 3    | 0       | 3      |
| 11     | Carolina Gorun    | Turn the tide     | 1    | 2       | 3      |
| 12     | Rodica Olişevschi | Without you       | 0    | 0       | 0      |

13 maart 2014
| Plaats | Artiest                      | Lied                    | Jury | Publiek | Totaal |
| ------ | ---------------------------- | ----------------------- | ---- | ------- | ------ |
| 1      | Cristina Scarlat             | Wild soul               | 10   | 10      | 20     |
| 2      | Mikaella                     | Follow your dreams      | 6    | 12      | 18     |
| 3      | Lucia S                      | Frozen                  | 12   | 4       | 16     |
| 4      | Curly                        | Your recovery           | 8    | 8       | 16     |
| 5      | Edict                        | Forever                 | 3    | 5       | 8      |
| 6      | Aurel Chirtoacă              | Urme de iubiri          | 7    | 0       | 7      |
| 7      | Margarita Ciorici & Metafora | Vis                     | 1    | 6       | 7      |
| 8      | Diana Staver                 | One and all             | 0    | 7       | 7      |
| 9      | Dana Markitan                | Queen of the dancefloor | 5    | 1       | 6      |
| 10     | Glam Girls                   | You believed in me      | 4    | 2       | 6      |
| 11     | Anna Gulko                   | Happy tomorrow          | 2    | 3       | 5      |
| 12     | Lana Lights                  | Solar wind              | 0    | 0       | 0      |

### Finale
15 maart 2014
| Plaats | Artiest                      | Lied               | Jury | Publiek | Totaal |
| ------ | ---------------------------- | ------------------ | ---- | ------- | ------ |
| 1      | Cristina Scarlat             | Wild soul          | 12   | 10      | 22     |
| 2      | Boris Covali                 | Perfect day        | 10   | 12      | 22     |
| 3      | Lucia S                      | Frozen             | 10   | 7       | 17     |
| 4      | Ana Cernicova                | Dragostea divină   | 6    | 5       | 11     |
| 5      | Doinița Gherman              | Energy             | 3    | 6       | 9      |
| 6      | FLUX LIGHT                   | Never stop no      | 7    | 1       | 8      |
| 7      | Mikaella                     | Follow your dreams | 0    | 8       | 8      |
| 8      | Aurel Chirtoacă              | Urme de iubiri     | 5    | 0       | 5      |
| 9      | Diana Brescan                | Hallelujah         | 4    | 0       | 4      |
| 10     | Curly                        | Your recovery      | 2    | 2       | 4      |
| 11     | Felicia Dunaf                | The way I do       | 0    | 4       | 4      |
| 12     | Tatiana Heghea               | I'm yours          | 0    | 3       | 3      |
| 13     | Paralela 47                  | Fragmente          | 1    | 0       | 1      |
| 14     | Diana Staver                 | One and all        | 0    | 0       | 0      |
| 14     | Edict                        | Forever            | 0    | 0       | 0      |
| 14     | Margarita Ciorici & Metafora | Vis                | 0    | 0       | 0      |

## In Kopenhagen
Moldavië moest in Kopenhagen eerst aantreden in de eerste halve finale, op dinsdag 6 mei. Cristina Scarlat trad als elfde van zestien acts op, na Axel Hirsoux uit België en net voor Valentina Monetta uit San Marino. Bij het openen van de enveloppen bleek dat Moldavië zich niet had weten te plaatsen voor de finale. Na afloop van de finale werd duidelijk dat Cristina Scarlat op de laatste plaats was geëindigd in de eerste halve finale, met amper 13 punten. Het was nog maar de tweede keer ooit dat Moldavië zich niet wist te plaatsen voor de grote finale van het Eurovisiesongfestival, en voor het eerst in de geschiedenis van het Eurovisiesongfestival dat Moldavië op de laatste plaats eindigde.
2005 · 2006 · 2007 · 2008 · 2009 · 2010 · 2011 · 2012 · 2013 · 2014 · 2015 · 2016 · 2017 · 2018 · 2019 · 2020 · 2021 · 2022 · 2023 · 2024 · 2025
Albanië · Armenië · Azerbeidzjan · België · Denemarken · Duitsland · Estland · Finland · Frankrijk · Georgië · Griekenland · Hongarije · Ierland · IJsland · Israël · Italië · Letland · Litouwen · Macedonië · Malta · Moldavië · Montenegro · Nederland · Noorwegen · Oekraïne · Oostenrijk · Polen · Portugal · Roemenië · Rusland · San Marino · Slovenië · Spanje · Verenigd Koninkrijk · Wit-Rusland · Zweden · Zwitserland